# Museo storico dell'Università degli Studi di Siena
Il Museo storico dell'Università degli studi di Siena ripercorre la storia dell'Università dal medioevo fino ai giorni nostri in un percorso di sei sale: vi si accede tramite il Front Office o la portineria del palazzo del Rettorato, in via Banchi di Sotto 55, nel centro storico di Siena a due passi da piazza del Campo.
L'evoluzione dell'Università di Siena si articola attraverso il passaggio dalla sede originaria, che fu principalmente l'Ospedale di Santa Maria della Scala, ad una temporanea soppressione per ordine del Governo francese nel 1808, fino a riprendere la sua fiorente attività nella Restaurazione, trasferendosi nell'attuale sede.
Fra le numerose opere d'arte ed oggetti storici esposti nelle sale, si può osservare la Madonna della Misericordia, opera della scuola senese del XVIII secolo.